# スージー・ベリル
スージー・ベリル（Suzy Béryl、1895年?-?）は、フランスのダンサー・女優。1920年代から30年代に活動。パリのレビューで最初に完全なヌードになったダンサーとして知られる。

## 略歴
パリの有名なミュージックレビュー、フォリー・ベルジェールのスターとして、1921年-1933年の間活躍した。初期の1921年には「最も美しいパリのモデル」と賛美されていた。特に1922年、初めて全裸で登場しショーを行った女性といわれている。
1929年のレビュー映画『ダンセ・パリ』（原題La Folie du Jour）には、世界的なスターであったジョセフィン・ベーカーやコマロヴァ夫人とともに出演した。フォリー・ベルジェール座を舞台にしたこの作品は、1927年の映画「モン・パリ」とともにアレックス・ナルパの製作にかかるレヴュー映画として、1920年代のパリ・レビュー界黄金時代を代表する。
引退後はマダム・アストリュックとして生きたが体を傷めて働けず、戦後はきわめて困窮し、生活保護を受け貧困のうちに亡くなったといわれる。

## 主な出演作品
- ダンセ・パリ La Folie du jour (1929)